# Segundo premio
Pour plus de détails, voir Fiche technique et Distribution.
Segundo premio est un film franco-espagnol réalisé par Isaki Lacuesta et Pol Rodríguez sorti le 24 mai 2024 en Espagne et le 16 juillet 2025 en France. Le film a représenté l'Espagne aux Oscars du meilleur film international en 2025 et remporté trois Prix Gaudí 2025 et trois prix Goya.
L'histoire porte sur le groupe de musique Los Planetas, lors de l'enregistrement de leur troisième album, Una semana en el motor de un autobús, qui mène le groupe du statut de la quasi-séparation à la célébrité.

## Synopsis
L'action se déroule à Grenade, à la fin des années 90. En pleine effervescence artistique et culturelle, un groupe de musique indépendant traverse un moment délicat : la bassiste rompt avec le groupe, cherchant sa place en dehors de la musique et le guitariste est plongé dans une dangereuse spirale d'autodestruction. Pendant ce temps, le chanteur fait face à un processus compliqué d’écriture et d’enregistrement de son troisième album. Personne ne sait que cet album changera à jamais la scène musicale de tout le pays.

## Fiche technique
Sauf indication contraire, les informations mentionnées dans cette section peuvent être confirmées par la base de données cinématographiques IMDb,  présente dans la section « Liens externes ».
- Titre original : Segundo premio
- Titre prévisionnel français (non gardé) : Le Retour de Saturne
- Titre anglais : Saturn Return
- Réalisation : Isaki Lacuesta
- Scénario : Isaki Lacuesta et Fernando Navarro
- Musique : Ylia
- Photographie : Takuro Takeuchi
- Montage : Javi Frutos
- Mixage son: Antonin Dalmasso
- Société de distribution : Capricci (France)[4]
- Pays de production :  Espagne, France
- Format : couleur
- Genre : drame
- Dates de sortie :
  - Espagne : 5 mars 2024 (avant première au festival de Malaga) ; 24 mai 2024 (sortie nationale)
  - France : 16 juillet 2025[4]

## Distribution
- Daniel Ibáñez : le chanteur
- Cristalino : le guitariste
- Stéphanie Magnin : la bassiste
- Mafo
- Daniel Molina
- Eduardo Rejón
- Chesco Ruiz
- Jan Caplin : Jérôme
- Sebastián Haro : le producteur

## Production
Le film est une coproduction franco-espagnole par La Terraza Films, Áralan Films, Ikiru Films, Capricci Films, Bteam Prods., Sideral Cinema and Toxicosmos AIE production.

### Attribution des rôles
Les rôles principaux sont interprétés par les acteurs espagnols Daniel Ibáñez et Stéphanie Magnin. Les autres membres du groupes sont choisis parmi des musiciens de Grenade : Cristalino, Mafo et Chesco Ruiz complètent la distribution. Les acteurs espagnols Eduardo Rejón et Sebastián Haro rejoignent la distribution pour camper respectivement les rôles du manager et du producteur. Enfin, l'acteur français Jan Caplin est choisi pour interpréter le personnage de Jérôme.

### Difficultés de production
Le film traverse plusieurs complications, un changement de réalisateur, une urgence familiale qui provoquent des tournages à distance et des relations avec un groupe qui n'est pas réputé pour être le plus simple au monde,. Le titre international, Saturn Return, fait référence à un passage du film qui indique qu'il[Quoi ?] s'agit environ du temps qu'il faut à Saturne pour faire le tour du Soleil. Cela représente environ 29,5 ans.

#### Changement de réalisateur
Le projet de Segundo Premio change de réalisateur lors de la production. Initialement, c'est Jonás Trueba qui est aux commandes ; il a écrit le scénario avec Fernando Navarro. Mais Jonás décide d'abandonner le projet et propose à Isaki de reprendre les rênes. Ce dernier accepte en écrivant un nouveau scénario, afin de rendre l'histoire plus fictive et en s'autorisant quelques libertés,.

#### Urgence familiale
La veille du début du tournage, la fille de Isaki tombe gravement malade, ce qui entraine l'arrêt temporaire du projet. L'équipe est réorganisée : Pol Rodríguez co-réalise le film en présentiel, alors que Isaki dirige l'entièreté du tournage à distance pour pouvoir rester auprès de sa fille,.

#### Relations avec le groupe
Isaki a conscience que chaque membre du groupe de Los Planetas rêve d'un film différent de celui-ci, « mais c'est celui-là dont nous rêvions », déclare le réalisateur, qui choisit d'utiliser la même liberté avec laquelle Los Planetas a créé ses albums. Le groupe l'accepte avec « générosité » et conseille l'équipe lorsqu'ils ont des questions sur certains détails, comme la musique qu'ils écoutent ou les bandes dessinées qu'ils lisent.

## Distinctions

### Récompenses
- Prix Gaudí 2025 : meilleur réalisateur, meilleure photographie et meilleur son[8]
- Prix Goyas 2025 : meilleure réalisation, meilleur montage et meilleur son[9]

### Nominations
- Prix Gaudí 2025 : meilleur film en langue non-catalane, meilleur scénario original, meilleure direction de production, meilleurs costumes, meilleur maquillage et meilleurs effets visuels[10]
- Prix Goyas 2025 : meilleur film, meilleur espoir masculin pour Cristalino et Daniel Ibáñez, meilleure direction de production, meilleure chanson originale, meilleure photographie, meilleure direction artistique et meilleurs costumes[9]

## Accueil

### Sortie
La première diffusion a lieu le 5 mars 2024 lors du Festival du film de Malaga avant une diffusion au niveau national le 24 mai 2024. En France, la sortie est annoncée pour le 16 juillet 2025 en VOSTFR sur le site du distributeur Capricci.

### Accueil critique
Sur le site IMDb, le film obtient une moyenne de 8,4/10, fondée sur 16 avis.
Lors de sa première diffusion, au Festival du film de Malaga, le film reçoit un très bon accueil. El Mundo le qualifie notamment de « chef-d'oeuvre ».